# It's Okay to Cry
It's Okay to Cry è un singolo della musicista e cantante britannica Sophie, pubblicato il 23 ottobre 2017 come primo estratto dal primo album in studio Oil of Every Pearl's Un-Insides.

## Descrizione
Si tratta del primo singolo dell'album Oil of Every Pearl's Un-Insides. Il video musicale di questa canzone rappresentava per l'artista la propria rivelazione come donna transgender, siccome si è per la prima volta esposta al pubblico.

## Tracce
Testo e musica di Sophie.
1. It's Ok to Cry – 3:50